# À titre posthume
Pour les articles homonymes, voir Posthume.

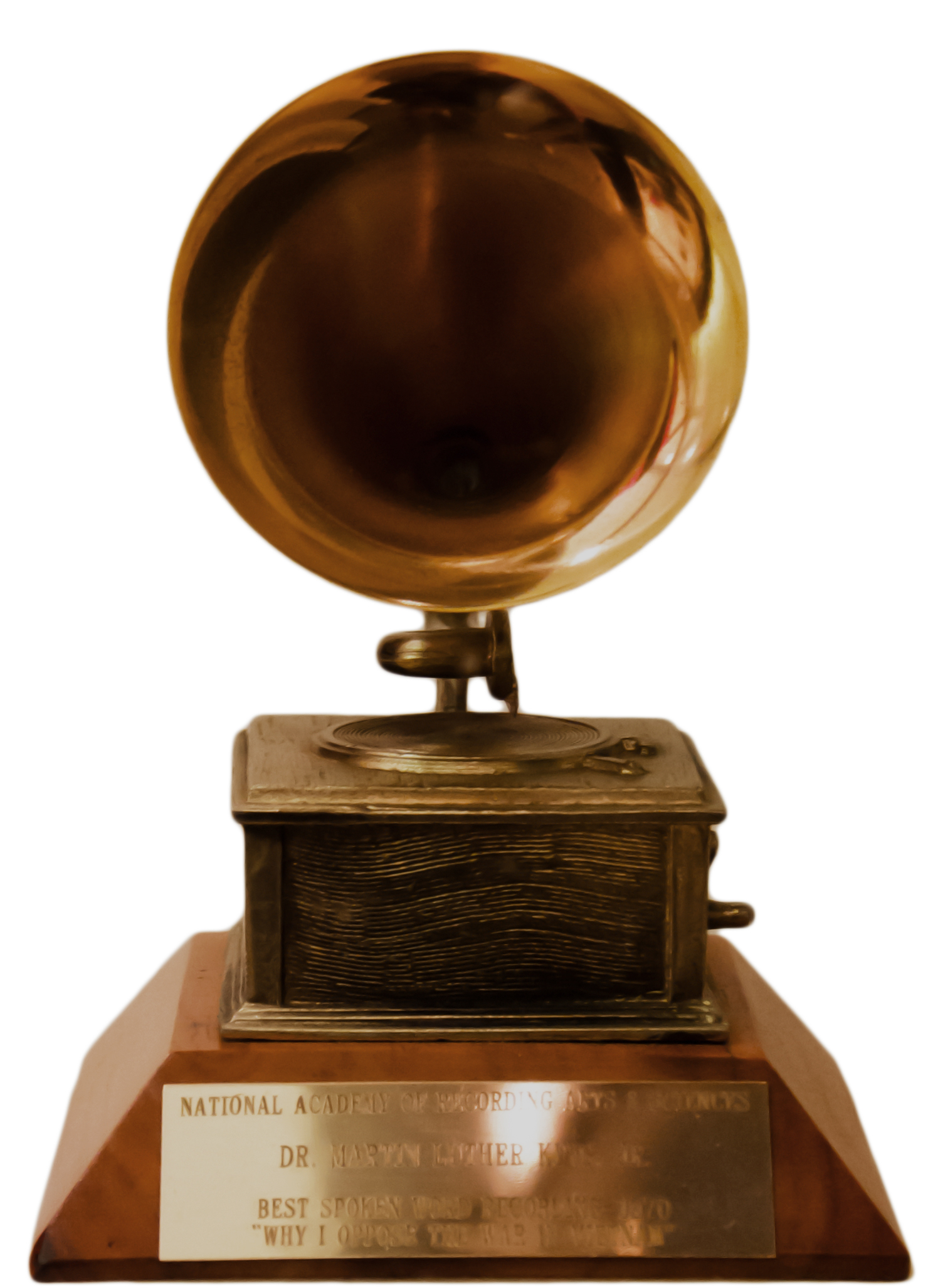
Exemple de récompense à titre posthume : le Grammy Award décerné en 1971 au Dr Martin Luther King, dans la catégorie Recorded Speech (Discours enregistrés), pour Why I Oppose the War in Viêt Nam (Pourquoi je m'oppose à la guerre du Viêt Nam).

À titre posthume est une locution qualifiant l’attribution d’une distinction, une récompense, un prix ou une médaille accordée après le décès du lauréat.
De nombreux prix, médailles et récompenses peuvent être accordés à titre posthume. L'acteur australien Heath Ledger, par exemple, a reçu de nombreux prix après sa mort en 2008. 
Plusieurs Oscars sont décernés de façon posthumes. 
Les décorations militaires et civiles, telles que le titre de héros de la fédération de Russie ou la Medal of Honor des États-Unis, sont souvent décernées à titre posthume. 
La fondation Nobel décide cependant en 1974 de ne plus attribuer des prix Nobel à titre posthume (les seuls cas antérieurs à l'interdiction sont Erik Axel Karlfeldt en 1931 et Dag Hammarskjöld en 1961).
Pendant la Seconde Guerre mondiale, de nombreux pays ont pratiqué l'attribution de récompenses à titre posthume.
Les récompenses et titres sportifs peuvent être décernés à titre posthume, par exemple le champion de Formule 1 de 1970, Jochen Rindt, qui est décédé dans un accident en fin de saison, mais qui avait encore suffisamment de points pour être nommé champion.
Plus rarement, certains prix, médailles et récompenses ne sont décernés qu'à titre posthume, notamment ceux qui honorent les personnes décédées au service d'une cause particulière. Il s'agit notamment de la Confederate Medal of Honor, décernée aux anciens combattants confédérés qui se sont distingués de façon remarquable pendant la guerre civile américaine (1861-1865), et de la médaille Dag Hammarskjöld, décernée aux militaires, aux policiers ou aux civils qui ont perdu la vie lors d'une opération de maintien de la paix des Nations unies.